# Pseudoxiphophorus
Pseudoxiphophorus ist eine Gattung der Lebendgebärenden Zahnkarpfen (Poeciliinae). Die Fische kommen in Mittelamerika in Mexiko (Veracruz, Tabasco, Yucatán), Belize, Guatemala, Honduras und Nicaragua vor.

## Merkmale
Pseudoxiphophorus-Arten erreichen Längen zwischen 4 cm und 7 cm (Männchen), bzw. zwischen 6 cm und 15 cm (Weibchen). Es sind langgestreckte Fische von grünlicher, gräulich-oliver bis bräunlicher Färbung. Charakteristisch für die Gattung ist ein schwarzer Fleck auf der Basis der Schwanzflosse sowie ein weiterer schwarzer Fleck über jeder Brustflosse. Der Geschlechtsdimorphismus ist gering. Weibchen und Männchen stimmen in Körperform und Farbe weitgehend überein, bei den Männchen ist der Schwarzanteil der Färbung meist stärker ausgeprägt. Besonders in der Nacht werden die Männchen von der Körpermitte bis zum Schwanzflossenende sehr dunkel. Das Gonopodium der Männchen ist sehr lang.

## Lebensweise
Pseudoxiphophorus-Arten leben sowohl in verkrauteten, ruhig fließenden Gewässern des Flachlandes, als auch in Gebirgsbächen. Sie ernähren sich von wirbellosen Tieren und pflanzlicher Kost. 

## Arten
Die Gattung Pseudoxiphophorus umfasst folgende neun Arten:
- Pseudoxiphophorus anzuetoi (Rosen & Bailey, 1979)
- Pseudoxiphophorus attenuatus (Rosen & Bailey, 1979)
- Pseudoxiphophorus bimaculatus (Heckel, 1848) (Zweifleckkärpfling)
- Pseudoxiphophorus cataractae (Rosen, 1979)
- Pseudoxiphophorus diremptus (Rosen, 1979)
- Pseudoxiphophorus jonesii (Günther, 1874) (Netzzahnkärpfling)
- Pseudoxiphophorus litoperas (Rosen & Bailey, 1979)
- Pseudoxiphophorus obliquus (Rosen, 1979)
- Pseudoxiphophorus tuxtlaensis (McEachran & Dewitt, 2008)

## Systematik
Pseudoxiphophorus galt lange Zeit als Untergattung von Heterandria. Neuere Forschungsergebnisse aus dem Jahr 2012 zeigten aber, dass die beiden Gattungen nicht näher miteinander verwandt sind. Noch im selben Jahr wurde ein viele Populationen umfassender auf genetischen Daten basierender Stammbaum veröffentlicht. Dieser enthält alle Arten der Gattung mit Ausnahme der bis zu diesem Zeitpunkt schon ausgestorbenen Art Pseudoxiphophorus attenuatus. Die drei Arten Pseudoxiphophorus cataractae, Pseudoxiphophorus diremptus und Pseudoxiphophorus tuxtlaensis kommen in kurzen isolierten Flussabschnitten vor, die vom restlichen Flussbecken durch einen Wasserfall getrennt sind oder nur eine unterirdische Verbindung haben. Unterhalb dieser Barrieren ist Pseudoxiphophorus bimaculatus zu finden. Bei den drei Arten isoliert vorkommenden Arten handelt es sich um relativ junge Arten, die sich morphologisch von P. bimaculatus unterscheiden lassen. Allerdings zeigt die genetische Analyse, dass manche Populationen von P. bimaculatus dichter mit einer dieser drei Arten verwandt sind als mit anderen Populationen ihrer eigenen Art. Bei P. bimaculatus handelt es sich deshalb um eine „paraphyletische Art“. Der 2012 veröffentlichte Stammbaum zeigte ebenfalls, dass es sich bei Pseudoxiphophorus anzuetoi und Pseudoxiphophorus litoperas möglicherweise um dieselbe Art handeln könnte.